# 대한민국 민법 제761조
대한민국 민법 제761조는 정당방위, 긴급피난에 대한 민법 채권법 조문이다. 

## 조문
제761조(정당방위, 긴급피난) ① 타인의 불법행위에 대하여 자기 또는 제삼자의 이익을 방위하기 위하여 부득이 타인에게 손해를 가한 자는 배상할 책임이 없다. 그러나 피해자는 불법행위에 대하여 손해의 배상을 청구할 수 있다.
②전항의 규정은 급박한 위난을 피하기 위하여 부득이 타인에게 손해를 가한 경우에 준용한다.

第761條(正當防衛, 緊急避難) ① 他人의 不法行爲에 對하여 自己 또는 第三者의 利益을 防衛하기 爲하여 不得已 他人에게 損害를 加한 者는 賠償할 責任이 없다. 그러나 被害者는 不法行爲에 對하여 損害의 賠償을 請求할 수 있다.
②前項의 規定은 急迫한 危難을 避하기 爲하여 不得已 他人에게 損害를 加한 境遇에 準用한다.

Article 750 (Torts) One who causes damage  intentionally or negligently to others by tortious act is liable for the damage.

## 비교 조문
일본민법 제720조(정당행위 및 긴급피난) 1. 타인의 불법행위에 대하여 자기 도는 제3자의 권리 또는 법률상 보호받는 이익을 방어하기 위해 부득이하게 가해행위를 한 자는 손해배상의 책임을 지지 않는다. 그러나, 피해자가 불법행위를 한 자에 대하여 손해배상을 청구함을 방해하지 아니한다.
2. 전항의 규정은 타인의 물건에서 생긴 급박한 위난을 피하기 위해 그 물건을 손상한 경우에 있어서 준용한다.

## 참고 문헌
- 오현수, 일본민법, 진원사, 2014. ISBN 978-89-6346-345-2
- 오세경, 대법전, 법전출판사, 2014 ISBN 978-89-262-1027-7
- 이준현 , LOGOS 민법 조문판례집, 미래가치, 2015. ISBN 979-1-155-02086-9

## 사례
- 싸움을 말리다 싸움중인 자로부터 구타를 당해 상해를 입은 경우 싸움중인 자는 상해를 입은 자에게 손해배상의 책임이 있다[1]

## 같이 보기
- 불법행위